# Benjamin Bonzi
Benjamin Bonzi (n. 9 iunie 1996, Nîmes, Franța) este un tenismen profesionist francez. Cea mai bună clasare a sa la simplu este locul 42 mondial, la 6 februarie 2023, iar la dublu locul 121 mondial, la 19 septembrie 2022.